# Aes Dana (band)
Aes Dana is de artiestennaam van de Franse muzikant Vincent Villuis uit Lyon. De bandnaam is afgeleid van het begrip Áes dána ("mensen van de kunsten").

## Carrière
Vincent Villuis begon zijn carrière als bassist en zanger in diverse bands. Hij stapte over naar het componeren van elektronische muziek, in combinatie met sampling en het bewerken van klanken. Zijn muziek is een mix van deep ambient, triphop, IDM en drum and bass.
Als Aes Dana produceerde hij zes albums, en werkte samen met diverse artiesten zoals de Zweedse Magnus Birgersson en de Griekse artiest Miktek.
Samen met artiest Sunbeam richtte hij in 2001 het platenlabel Ultimae Records op.

## Discografie

### Studioalbums
- 2002: Season 5
- 2003: Aftermath (gelimiteerde oplage)
- 2004: Memory Shell
- 2007: Manifold
- 2009: Leylines
- 2011: Perimeters
- 2012: Pollen
- 2013: Aftermath 2.0 | Archives Of Peace
- 2019: Inks
- 2021: (a) period.

### Compilaties
- 2001: Skyclad (High Frequencies Version), Fahrenheit Project Part One
- 2001: Summerlands, Fahrenheit Project Part Two
- 2002: Undertow, Fahrenheit Project Part Three
- 2002: Suspended Grounds, diverse artiesten
- 2003: Memory Shell (Mindgames Festival Live Version), Fahrenheit Project Part Four
- 2003: Seaweeds Corporate, diverse artiesten
- 2003: Happy Leary, diverse artiesten
- 2004: Iris Rotation, diverse artiesten
- 2004: Aftermath part 03, diverse artiesten
- 2005: Aftermath part 08, diverse artiesten
- 2005: Hug, diverse artiesten
- 2005: Purple, Fahrenheit Project Part Five
- 2005: Bam, diverse artiesten
- 2006: Natti Natti (Androcell Remix)
- 2006: Mineral Lights (Submerge Edit)
- 2008: Lysistrata, Opus Iridium
- 2010: Pulse Rate, VA - Vital Signs